# 3207 Spinrad
3207 Spinrad eller 1981 EY25 är en asteroid i huvudbältet som upptäcktes den 2 mars 1981 av den amerikanska astronomen Schelte J. Bus vid Siding Spring-observatoriet. Den är uppkallad efter den amerikanske astronomen Hyron Spinrad.
Asteroiden har en diameter på ungefär 9 kilometer och den tillhör asteroidgruppen Koronis.